# 홍당무 (소설)

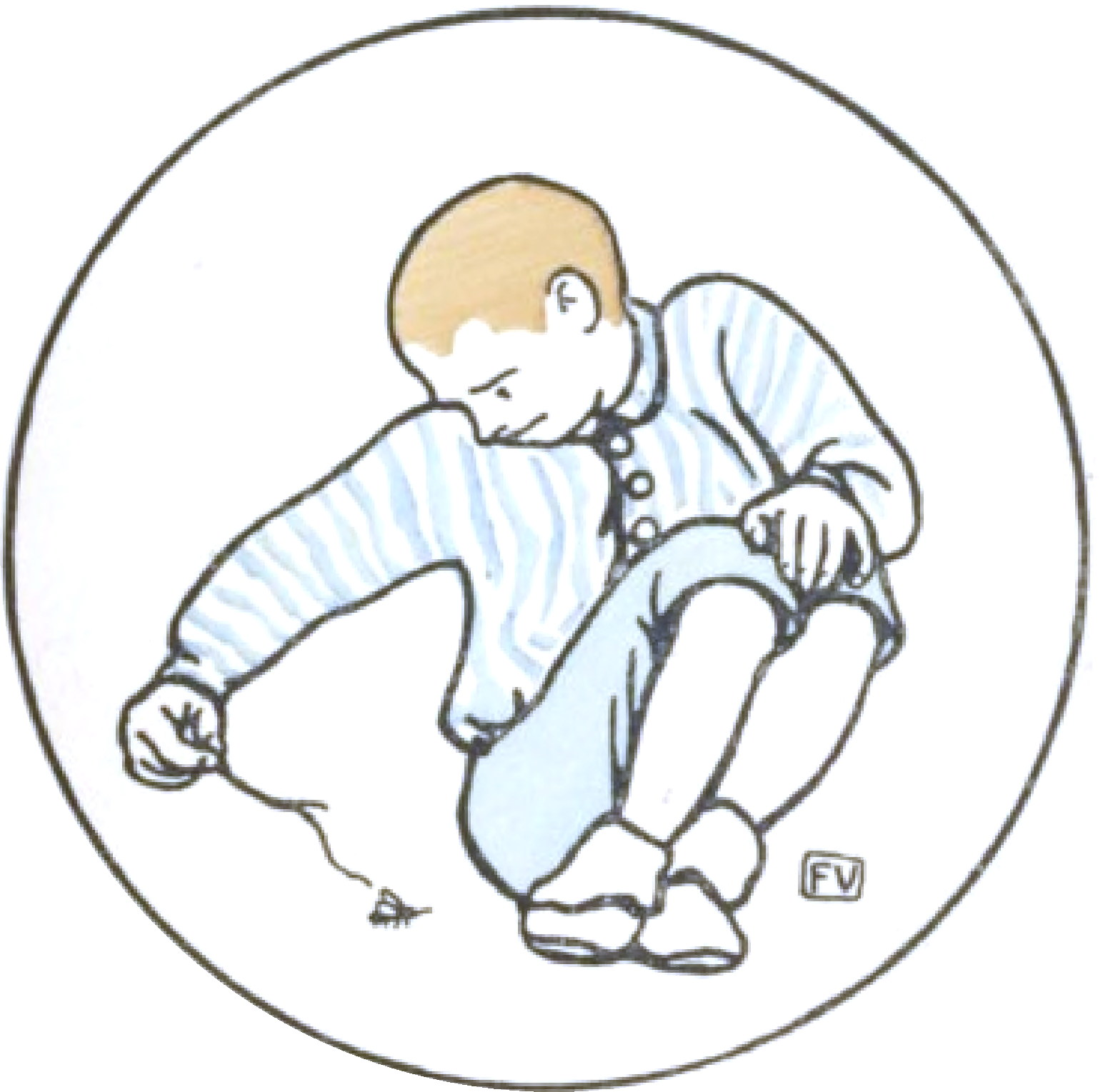

《홍당무》(프랑스어: Poil de carotte)는 1894년 쥘 르나르가 쓴 소설이다. 르나르가 신문과 잡지에 발표된 주인공 ‘홍당무’를 중심으로 한 많은 단문에 수편의 글을 더하여 한 권으로 묶은 것이다. 그 뒤 단막물(單幕物)로 극화하여 호평을 받았다.
붉은 머리털에다 주근깨투성이여서 '홍당무'라는 별명을 가진 소년은 언제나 매정하고 고집이 센 어머니의 심한 구박으로 시달림을 받는다. 두 사람의 대립을 가만히 지켜만 보는 말없는 아버지, 그리고 형과 누나, 루피크 집안의 일상생활에서 일어나는 갖가지 에피소드를 통하여 착실하게 행동하려는 '홍당무'의 모습을 유머가 넘치는 정확한 필치로 묘사하고 있다.
작자는 '홍당무' 속에 숨은 어린이다운 교활·잔학성·허영심 등을 날카롭게 관찰하여 적나라하게 나타내고 있다. 기성 관념에 사로잡히지 않고 아이들의 참다운 모습을 응시한 유니크한 작품이다. 더욱 ‘홍당무’ 일가(一家)는 작가의 소년 시대의 가정을 충실하게 재현하고 있다.

## 설명
"홍당무"는 잔인한 가족의 희생자인 빨간머리 소년의 이야기이다. 홍당무라는 별명이 있는 프란시스 레피크는 아버지, 어머니와 함께 자란다.